# Autosyllis japonica
Autosyllis japonica är en ringmaskart som beskrevs av Imajima och Hartman 1964. Autosyllis japonica ingår i släktet Autosyllis och familjen Syllidae. Inga underarter finns listade i Catalogue of Life.